# Domus Galilaeana
La domus Galilaeana est une institution culturelle qui a son siège à Pise en Toscane.

## Le siège
Il est situé au no 26 de la rue Santa Maria, dans l'ex Palazzotto della Specola, entre la maison d'Antonio Pacinotti et celle de Gabba. Il ne s'agit pas de la maison natale de Galileo Galilei, qui se trouve proche du tribunal, mais de l'édifice qui dans le passé a accueilli la bibliothèque universitaire et la tour de l'observatoire astronomique (la tour fut démolie dans les premières décennies du XIXe siècle pour cause d'instabilité).

## L’institution
L'idée de créer un institut consacré au scientifique pisan est née en 1938 en prévision des célébrations pour le centenaire de la première rencontre des scientifiques italiens, tenu à Pise en 1839. Sur l'initiative de Giovanni Gentile et sous l’égide de la « Société Italienne pour le Progrès de la Science », il est institué à Rome une commission pour identifier les buts et les objectifs de la nouvelle structure. Pise est choisi comme siège social. L'Institut est présenté au public en 1939 dans la salle Magne de l'Université de Pise et obtient ses statuts juridiques d’après une loi de 1941. Son but est de recueillir toutes les publications antiques et modernes concernant Galileo et de coordonner les études sur l'histoire des sciences grâce à d'importants fonds d'archives ainsi qu'à une vaste bibliothèque spécialisée. Depuis 2002, l'institut public s'est transformé en une fondation de droit civil.

## Le musée
La domus ne peut pas être vraiment considérée comme un musée bien qu’au cours de son histoire elle ait reçu en dépôt divers instruments scientifiques. Elle a conservé les instruments d'Enrico Fermi, aujourd'hui conservés à Rome et les appareillages d'Antoine Pacinotti maintenant au Museo degli Strumenti per il Calcolo di Pisa, parmi lesquels le premier modèle de moteur à dynamo électrique. En outre, la Domus a préservé de la destruction la  CEP Calcolatrice Elettronica Pisana (it), réunie aussi, dans les collections Museo degli Strumenti per il Calcolo. Aujourd'hui, elle abrite une bibliothèque spécialisée en histoire des sciences de plus de 40 000 volumes  et d'importantes archives de personnalités scientifiques des XVIIIe et XIXe siècles. Actuellement, les instruments visibles à la domus sont étroitement liés aux fonds d'archives présents y compris ceux conservés pour les expérimentations sur la radioactivité d'Enrico Fermi, les instruments photographiques de l'astronome Pio Emanuelli et quelques machines provenant de l'Institut de Physique-Technique de l'Université de Pise.
Pour les scolaires, elle organise  périodiquement des parcours didactiques sur les personnages importants de l’histoire de la science de Galileo Galilei aux physiciens du XIXe siècle.